# Bunuri mobile din domeniul arheologie clasate în patrimoniul cultural național al României aflate în județul Prahova
Acestă listă conține bunurile mobile din domeniul arheologie clasate în Patrimoniul cultural național al României aflate la momentul clasării în județul Prahova.

## Tezaur
| Foto | Informații generale | Detalii tehnice | Descriere | Deținător                                                  | Legături |
| ---- | --- | --- | --- | ---------------------------------------------------------- | -------- |
|      | Vas zoomorf | Descoperit: jud. PRAHOVA, com. COLCEAG, COLCEAG, Movila de la parapet Material: lut, modelare, ardere | vas zoomorf din lut ars, reprezentare stilizată, posibil a unei broaște țestoase, picioarele sunt rupte și îi lipsește o ureche. Vasul este lucrat dintr-o pastă de culoare cărămiziu- gălbuie, degresant folosit pietricele mărunte. | Muzeul Județean de Istorie și Arheologie Prahova, Ploiești | Cimec    |
|      | Vas zoomorf cu capac | Datare: 43- 41 B.C. Descoperit: jud. PRAHOVA, com. DUMBRĂVEȘTI, MĂLĂEȘTII DE JOS, La Mornel Material: lut, modelare, ardere                                                                              | vas zoomorf cu capac, lut, modelare, ardere, are forma unei cuve rectangulare cu peretii arcuiti, capul si coada atasate si perforate, carena si umar, nervura pe corp in forma literei V, picioarele sunt rupte, capac semisferic cu tortite, pasta fina, culoare galbui- caramizie | Muzeul Județean de Istorie și Arheologie Prahova, Ploiești | Cimec    |
|      | Vas suport antropomorf | Datare: mil. V. i.Hr. (42- 40 i.Hr.) Descoperit: jud. PRAHOVA, BOLDEȘTI-SCĂENI, Seciu 'La Pompieri" Dimensiuni: diam. Gat. 116 Material: lut, modelare, ars secundar                                     | Vas antropomorf din lut, pastreaza capul si gatul; urechi perforate- 10 gauri; pavilioane prin meandra ; nas aquilin, gura- taietura orizontala; 6 impunsaturi sub gura; ochii prin apasare pastreaza arcadele; gura vasului usor evazata; sub buza are o carena profilata; gat conic, pasta grosiera; pastreaza urme firave de pictura cu rosu crud; arsa secundar; culoare galbui- caramiziu | Muzeul Județean de Istorie și Arheologie Prahova, Ploiești | Cimec    |
|      | Halebardă/ pumnal | Datare: 25- 23 î.Hr. Descoperit: jud. PRAHOVA, com. IZVOARELE, HOMORÂCIU Material: bronz, turnare, ciocănire ascuțire                                                                                    | varf de lance cu nervura mediană, formă triunghiulară, Hallstatt mijlociu, bronz, turnare, ciocănire, ascuțire | Muzeul Județean de Istorie și Arheologie Prahova, Ploiești | Cimec    |
|      | Cană | Datare: sec XX XXV- XX a.Chr Descoperit: jud. PRAHOVA, com. IZVOARELE, HOMORÂCIU Material: lut, modelare, ardere, lucrat la mână                                                                         | cană din lut, gât cilindric înalt, corp scund bitronconic, toartă în bandă sprijinită pe o mănușă mosor este simterică unei apucători aplicate, culoare castanie. Intrată în patrimoniu în 1980, descoperită în 1967 | Muzeul Județean de Istorie și Arheologie Prahova, Ploiești | Cimec    |
|      | Inel de bucla | Datare: 3300- 3000 Descoperit: jud. PRAHOVA, com. ARICEȘTII RAHTIVANI, ARICEȘTII RAHTIVANI Material: argint, turnare, batere, torsionare, lustruire                                                      | inel de buclă din argint cu o spirală și jumătate, realizta dintr-o sîrmă de argint circulară în secțiune, descoperit lângă individul B (principal)ș cercetări arheologice preventive (2013) | Muzeul Județean de Istorie și Arheologie Prahova, Ploiești | Cimec    |
|      | Pandantiv ochelari | Datare: 3100- 2900 a.Chr. Descoperit: jud. PRAHOVA, PLOIEȘTI, Ploiești Triaj | fibula de cupru în formă de două cercuri unte, fiecare cerc este format din patru spirale concentrice, movila I, M.3, 1942. intrat în patrimoniul muzeulu în 1980 | Muzeul Județean de Istorie și Arheologie Prahova, Ploiești | Cimec    |
|      | Șirag mărgele | Descoperit: jud. PRAHOVA, PLOIEȘTI, Ploiești- Triaj Material: sidef, șlefuire | șirag de mărgele din sidef, de formă circulară, plate, culoare albicioasă, mărgele sunt perforate, movila I, 1942. Intrat în patrimoniu în 1980 | Muzeul Județean de Istorie și Arheologie Prahova, Ploiești | Cimec    |
|      | Inel de buclă din argint | Descoperit: jud. PRAHOVA, com. PLOIEȘTI, PLOIEȘTI- TRIAJ Material: argint, batere, sârmă, răsucire | inel de buclă din argint, are o spiră și jumătate, inel spiralic, circulară în secțiune, movila I, 1942 | Muzeul Județean de Istorie și Arheologie Prahova, Ploiești | Cimec    |
|      | Secure cu margini ridicate | Datare: 32- 30 Descoperit: jud. PRAHOVA, PLOIEȘTI, PLOIEȘTI- TRIAJ Material: cupru, turnare, batere | secure fragment, bronz, martelare la cald, prevăzută cu două aripioare, tăiș ascuțit, lipsa gură de înmănușare, movila I, Ploiești Triaj, 1942, tumul 1 | Muzeul Județean de Istorie și Arheologie Prahova, Ploiești | Cimec    |
|      | Inel de buclă | Descoperit: jud. PRAHOVA, com. ARICEȘTII RAHTIVANI, CRÎNGU LUI BOT Material: aur, argint, modelare, sârmă                                                                                                | inel de buclă cu două spire, capete subțiate, argint suflat aur, Ariceștii- Rahtivani, tumul I | Muzeul Județean de Istorie și Arheologie Prahova, Ploiești | Cimec    |
|      | Inel de buclă | Descoperit: jud. PRAHOVA, com. ARICEȘTII RAHTIVANI, CRÎNGU LUI BOT Material: argint, martelare | inel de buclă, argint, martelare, cu o singură spiră, capetele se suprapun, capete subțiate, circulară în secțiune, Ariceștii- Rahtivani, tumul I | Muzeul Județean de Istorie și Arheologie Prahova, Ploiești | Cimec    |
|      | Inel de buclă | Descoperit: jud. PRAHOVA, com. ARICEȘTII RAHTIVANI, CRÎNGUL LUI BOT Material: argint, martelare | argint, martelare, inel de buclă semicircular din argint, capete subțiate, circular în secțiune, Ariceștii- Rahtivani, tumul 1, | Muzeul Județean de Istorie și Arheologie Prahova, Ploiești | Cimec    |
|      | Tipar bivalv | Datare: sec. V-VII Descoperit: jud. Prahova, com. FÂNTÂNELE, FÂNTÂNELE, Budureasca 4, Puțul Tătarului Material: calcar cenușiu; șlefuire; frecare                                                        | Gura-pâlnie și șănțuirile de scurgere foarte erodate; patru adâncituri pentru bumbi sau aplice circulare cu striuri orizontale; încercare de realizare gură-pâlnie pe fațeta opusă; spart din vechime și lipsă două fragmente. | Muzeul Județean de Istorie și Arheologie Prahova, Ploiești | Cimec    |
|      | Tipar de verigi | Datare: sec. V-VII Descoperit: jud. Prahova, com. FÂNTÂNELE, FÂNTÂNELE, Budureasca 3, La greci, Bordeiul 5 Material: gresie calcinată; depuneri de cupru; excizare în pastă fină cărămizie; ars secundar | Corp paralelipipedic; gura pâlnie și circumferința ciobite din vechime. | Muzeul Județean de Istorie și Arheologie Prahova, Ploiești | Cimec    |
|      | Tipar de gravor | Datare: sec. V-VII Descoperit: jud. Prahova, com. FÂNTÂNELE, FÂNTÂNELE, Budureasca 3, La greci, Bordeiul 6 Material: calcar cenușiu; pastă fină cărămizie; arsă secundar                                 | Corp trapezoidal; rupt din vechime; gura pâlnie puternic arsă; negativul gravorului neîngrijit realizat prin incizare în pasta crudă. | Muzeul Județean de Istorie și Arheologie Prahova, Ploiești | Cimec    |
|      | Tipar de bijuterii | Datare: sec. V-VII Descoperit: jud. Prahova, com. FÂNTÂNELE, FÂNTÂNELE, Budureasca 4, Puțul tătarului, Groapa tipare Material: calcar cenușiu; ciocănire; incizare; șlefuire                             | Formă paralelipipedică, dreptunghiulară; gura pâlnie largă; sânt multiplu cu cinci ramificații: 3 pentru pandantiv floral, 1 pentru pandantiv floral și za, 1 pentru za și potcoavă, 3 orificii laterale și 4 grupate pentru prinderea celei de a doua valve. | Muzeul Județean de Istorie și Arheologie Prahova, Ploiești | Cimec    |
|      | Tipar de bijuterii | Datare: sec. V-VII Descoperit: jud. Prahova, com. FÂNTÂNELE, FÂNTÂNELE, Budureasca 4, Puțul tătarului Material: gresie; perforare; șlefuire                                                              | Probabil rebut, spart la perforare. | Muzeul Județean de Istorie și Arheologie Prahova, Ploiești | Cimec    |
|      | Tipar de aplică | Datare: sec. V-VII Descoperit: jud. Prahova, com. FÂNTÂNELE, FÂNTÂNELE, Budureasca 4, Puțul tătarului Material: calcar calcinat; depuneri de cupru; pastă fină cu nisip; cărămizie; ars secundar         | Fragmentul păstrat prezintă pe o latură trei adâncituri necesare îmbinării valvelor; forma aproximativ pătrată cu negativul aplicării dispus central; fragmentar din vechime; parțial restaurat. | Muzeul Județean de Istorie și Arheologie Prahova, Ploiești | Cimec    |
|      | Tipar de bijuterii | Datare: sec. V-VII Descoperit: jud. Prahova, com. FÂNTÂNELE, FÂNTÂNELE, Budureasca Material: piatra bijutierului; gresie dură oliv; formă trapezoidală                                                   | Corp paralelipipedic dreptunghular; ciobit la un colț din vechime. O fațetă negative pentru: bulbi capete de ceapă; aplicată; corp fibulă. Fațeta 2: 3 aplice rotunde, 1 dreptunghulară, 2 rozete, 1 inimioară. | Muzeul Județean de Istorie și Arheologie Prahova, Ploiești | Cimec    |
|      | Tipar de unelte | Datare: sec. V-VII Descoperit: jud. Prahova, com. FÂNTÂNELE, FÂNTÂNELE, Budureasca 5; La greci, Bordeiul 5 Material: piatra bijutierului; gresie dură oliv; formă trapezoidală                           | Prezintă urme de folosire; gura-pâlnie arsă puternic de la metalul incins; rizurile pilei foarte fine, incizate dispuse echidistant. | Muzeul Județean de Istorie și Arheologie Prahova, Ploiești | Cimec    |
|      | Sigiliu | Școală: Cretan sau Anatoliano-mesopotanian Descoperit: Grecia Material: steatiă de culoare oliv; tăiere; gravare; șlefuire; perforare                                                                    | Sigiliu oval, cu marginea teșită, perforat vertical, decorat cu o reprezentare foarte stilizată. | Muzeul Județean de Istorie și Arheologie Prahova, Ploiești | Cimec    |
|      | Sigiliu | Școală: Cretan sau Anatoliano-mesopotanian Descoperit: Grecia Material: steatiă albă; tăiere; gravare; șlefuire; perforare                                                                               | Sigiliu circular, cu marginea teșită, perforat vertical, decorat cu o reprezentare foarte stilizată. | Muzeul Județean de Istorie și Arheologie Prahova, Ploiești | Cimec    |
|      | Cupă fără picior cu decor fațetat | Școală: Anatoliano-syrian Descoperit: jud. Prahova, com. TÂRGȘORU VECHI, TÂRGȘORU VECHI, La Mănăstire Material: sticlă translucidă de culoare verzuie; suflare; cizelare                                 | Cupă fără picior de firmă tronconică, din sticlă translucidă de culoare verzuie, cu fundul semisferic. Partea inferioară decorată cu două frize de alveole hexagonale. | Muzeul Județean de Istorie și Arheologie Prahova, Ploiești | Cimec    |
|      | Bol | Școală: Anatoliano-syrian Descoperit: jud. Prahova, com. TÂRGȘORU VECHI, TÂRGȘORU VECHI, La Mănăstire Material: sticlă translucidă de culoare verzuie; suflare; cizelare                                 | Bol de formă semisferică, din sticlă translucidă de culoare verzuie, cu fundul plat. Partea inferioară decorată cu linii gravate. | Muzeul Județean de Istorie și Arheologie Prahova, Ploiești | Cimec    |
|      | Pisanie | Datare: Secolul al XV-lea Descoperit: jud. Prahova, com. Strejnicu Material: Piatră | Pisanie; piatră textul: "Mltie bjiee Vlad voevoda i gdnu văs[i] [z]emii uggrovlahiiscoi, snu Vlad velicago voevoda, sazda i săvrăși [să]i hram iunia 24, vlet 6969. Ind. 9". "Cu mila lui Dumnezeu, Io Vlad Voievod și domn a toată Țara Ungrovlahiei, fiul marelui Vlad Voevod, a zidit și a săvârșit această biserică, iunie 24, în anul 6969 (1461) indictionul 9". | Muzeul Județean de Istorie și Arheologie Prahova, Ploiești | Cimec    |
|      | Neagu postelnic, descendent din familia lui Antonie Vodă (neputându-se stabili, gradul de filiație exact dintre acesta și Antonie Vodă) șii fiica sa Ioana | Datare: Secolul al XVII-lea Descoperit: jud. Prahova, com. Târgșoru Vechi, Rezervația arheologică Târgșoru vechi Material: Piatră                                                                        | Piatră de mormânt cu următorul text: +. Subtu această piat / ră odihnește robu lui Dumnezeu Neagu pos / telnic / ...(text demantelat) / [1] u Antonie voiuvodă. Vleat 7189 mesețea oc[tom] 12 [?] / + iară după pe / trecania Ne / gului nipot în cu / rsul anii acilea / 7198 mai 8 [?] răposatu-au f / i-sa Ioana ca / re o au ținut / Negoiță Dădulesc / Și au adus de o / îngrupar în mormân / tul tătine-său. / Și la petrecan / ie[a] cestor boieri a f / ostu igumen / Pa[i]s / ie c[ar]ea a făcut clop / o[tnița]. Lipsă colț dreapta. | Muzeul Județean de Istorie și Arheologie Prahova, Ploiești | Cimec    |

## Fond
| Foto | Informații generale            | Detalii tehnice | Descriere | Deținător                                                  | Legături |
| ---- | ------------------------------ | --- | --- | ---------------------------------------------------------- | -------- |
|      | Opaiț                          | Datare: sec.III-IV p.CHR. Școală: Tomis Material: realizat din lut, modelat în tipar                                                                             | Bazinul mare, rotund, discul larg, ușor adâncit, bordura îngustă, toarta dublu inelară, ciocul scurt, rotund, baza rotundă și plată ; discul este decorat cu bstul Atenei, , pe bordură sunt figurate ove de mici dimensiuni, toarta cu șanț median ; lut dur, cu granule de calcar și mica, culoare brun roșcată, angobă brun închisă. | Muzeul Județean de Istorie și Arheologie Prahova, Ploiești | Cimec    |
|      | Opaiț                          | Datare: sec.II-IV p.Chr. Școală: moesic (Tomis ?) Material: realizat din lut, modelat în tipar                                                                   | Bazinul ovoidal, discul mare, rotund, puternic concav, bordura îngustă, toarta în formă de rulou, cioc puternic în prelungire, baza rotundă, ușor adâncită ; discul este decorat cu un personaj în alergare atacat de o felină (?),bordura cu ove mici și dese, ciocul cordiform, două incizii în V între toartă și bază ; lut bine ales, dens, cu granule de calcar în compoziție, culoare brun roșcat, angobă brun închisă. | Muzeul Județean de Istorie și Arheologie Prahova, Ploiești | Cimec    |
|      | Opaiț                          | Datare: sec.II-I a.Chr. Material: realizat din lut, modelat în tipar                                                                                             | Rezervor piriform, discul mic, rotund, concav, bordura lată, ciocul lung în prelungire, baza rotundă și plată ; bordura este decorată cu trei semicercuri duble, cu granule înscrise și patru grupări de câte opt granule, șnur răsucit la joncțiunea cu ciocul și palmetă pe cioc ; lut dens, greu, rar pietricele și granule de calcar, culoare brun deschisă, angobă brun închisă, mată. | Muzeul Județean de Istorie și Arheologie Prahova, Ploiești | Cimec    |
|      | Opaiț                          | Datare: sec.I-începutul sec.II p.Chr. Școală: Grecia continentală Descoperit: jud. CONSTANȚA, Mangalia-Tomis Material: realizat din lut, modrlat în tipar        | Bazinul ovoidal, discul mic, concav, bordura lată, cioc scurt, în prelungire, toarta inelară, baza rotundă și plată ; bordura este decorată cu rozete și meandre, pe cioc volutesimple, , litera S, imprimată invers pe bază ; lut fin, gălbui, angobă maro roșcată, lucioasă ; discul spart. | Muzeul Județean de Istorie și Arheologie Prahova, Ploiești | Cimec    |
|      | Opaiț                          | Datare: sec.XIX-XX Școală: Egipt (Luxor ?) Material: realizat din lut, modelat în tipar                                                                          | Lampă plastică, corpul nalungit, cu reprezentarea grotescă, puterni stilizată a unui cap de bărbat cu trăsăturile minuțios redate - craniu masiv, sprincene proeminente, barba triunghiulară, ochii,nasulși gura , toartă inelară masivă ; lut greu, dur, maro deschis ; nefuncționabil, plin la interior. | Muzeul Județean de Istorie și Arheologie Prahova, Ploiești | Cimec    |
|      | Opaiț                          | Datare: sec.IIĂIII p.Chr. Școală: provincial (Dacia ?) Material: realizat din lut, modelat în tipar                                                              | Bazinul rotund, cu trei ciocuri cu canal, discul rotund și plat, bordura decorată cu două protuberanțe bifide, , baza rotundă, ușor adâncită, apucătoare în formă de palmetă ;lut fin moale, cu pietricele și particule de calcar, culoare cărămizie deschisă, angobă maro ; lipsește apucătoarea. | Muzeul Județean de Istorie și Arheologie Prahova, Ploiești | Cimec    |
|      | Opaiț                          | Datare: sec.II-III p.Chr. Școală: moesic Material: realizat din lut, modelat în tipar                                                                            | Bazinul rotund, discul mic, ciocul în prelungire, baza ușor concavă ; pe disc se mai păstrează slab imprimat un ciorchine de strugure, ciocul cordiform, degenerat ;lut semifin, cu pietricele și granule de calcar, culoare brun roșcată, angobă la culoare. | Muzeul Județean de Istorie și Arheologie Prahova, Ploiești | Cimec    |
|      | Opaiț                          | Datare: sec.II-III p.Chr. Școală: moesic Material: realizat din lut, modelat în tipar                                                                            | Bazinul ușor ovoidal, discul puțin concav, toarta inelară, cioc scurt, în prelungire, baza rotundă, plată ; pe disc este reprezentat un cantharos cu toartele în formă de S întors, ciocul cordiform ;lut greu, dur, ci pietricele și particule de calcar, culoare cărămizie roșcată, angobă proprie. | Muzeul Județean de Istorie și Arheologie Prahova, Ploiești | Cimec    |
|      | Opaiț                          | Datare: sec.II-IV p.Chr. Școală: moesic Material: realizat din lut, modelat în tipar                                                                             | Bazin ușor ovoidal, discul mic, bordura lată, toarta inelară, ciocul în prelungire, baza rotundă, ușor concavă ; lut fin, cu granule de calcar și mica, culoare ocru galben, angobă proprie. | Muzeul Județean de Istorie și Arheologie Prahova, Ploiești | Cimec    |
|      | Opaiț Autor: sec.II-III p.Chr. | Școală: moesic Material: realizat din lut, modelat în tipar | Bazinul rotund, discul concav, toarta inelară, ciocul scurt, rotund, cu orificiul de ardere intrat parțial în bordură, baza rotundă și plată ; discul este decorat cu un taur cu capul spre dreapta, bordura cu alveole dreptunghiulare și doua granule pe cioc ; pastă fină, cărămizie roșcată, angobă proprie ; lipsește ciocul. | Muzeul Județean de Istorie și Arheologie Prahova, Ploiești | Cimec    |
|      | Opaiț                          | Datare: sec.VI-VII p.Chr. Școală: moesic Material: realizat din lut, modelat în tipar                                                                            | Corpul alungit și plat, discul oval cu canal pe cioc, bordura dreaptă, baza rotundă, puțin concavă ;cele două panouri ale borduriisunt decorate cu câte șapte cerculețe în relief, marginea cu striuri radiale, dese ; lut grosier, cu pietricele, granule de calcar, oxizi și mica în compoziție, culoare cărămizie roșcată, angobă alb-gălbuie ; lipsește apucătoarea. | Muzeul Județean de Istorie și Arheologie Prahova, Ploiești | Cimec    |
|      | Opaiț                          | Datare: sec.VI-VII p.Chr. Școală: moesic Material: realizat din lut, modelat în tipar                                                                            | Corpul ovoidal, discul oval cu canal pe cioc, bordura lată, toartă lamelară dispusă oblic, baza inelară, plată, ușor ovală ; discul este decorat cu semicercuri și granule mici în relief, canalul cu o cruce ovală, bordura cu nervuri radiale, iar valva inferioară cu patru perechi de nervuri duble ; lut fin, dens, rar pietricele, granule de calcar și mica, culoare brun roșcată, angobă brun cenușie.. | Muzeul Județean de Istorie și Arheologie Prahova, Ploiești | Cimec    |
|      | Opaiț                          | Datare: 101/102 - 117/118 p.Chr. Școală: Panonia (?) Descoperit: jud. PRAHOVA, Drajna de Sus Material: realizat din lut, modelat în tipar                        | Rezervorul rotund cu ciocul în prelungire, discul rotund și plat, cu canal pe cioc, bordura este decorată cu două protuberanțe laterale, orificiu de ventilație pe canal, baza rotundă cu ștampila FORTS, imprimată neglijent, cu majuscule inegale ;lut fin , moale, cărămiziu roșcat, angobă roșiatică, lucioasă. | Muzeul Județean de Istorie și Arheologie Prahova, Ploiești | Cimec    |
|      | Opaiț                          | Datare: 101/102 - 117/118 p.Chr. Școală: Dacia ? Descoperit: jud. PRAHOVA, Drajna de Sus                                                                         | Bazinul rotund, orificiul de alimentare foarte larg, inelar, toarta lamelară, ciocul scurt, rotunjit, baza rotundă, ușor concavă ; lut fin, dens, rar particule de calcar și mica, culoare maro deschis, angobă proprie. | Muzeul Județean de Istorie și Arheologie Prahova, Ploiești | Cimec    |
|      | Opaiț                          | Datare: 101/102 - 117/118 p.Chr. Școală: Egipt ? Descoperit: jud. PRAHOVA, Drajna de Sus Material: realizat din lut, modelat în tipar                            | Bazinul rotund, discul larg, concav, bordura îngustă, ciocul scurt, baza rotundă, ușor concavă ; discul este decorat cu un cerb în mișcare, bordura cu ove miciși dese, ciocul cordiform iar pe bază este imprimată litera T , cu capetele hastelor îngroșate ; lut fin, rar particule de calcar și mica, culoare alb gălbui, angobă castanie deschisă. | Muzeul Județean de Istorie și Arheologie Prahova, Ploiești | Cimec    |
|      | Opaiț                          | Datare: 101/102 - 117/118 p.Chr. Școală: Grecia ? Descoperit: jud. PRAHOVA, Drajna de Sus Material: realizat din lut, modelat în tipar                           | Opaiț de mari dimensiuni, bazinul rotund, scund, discul larg, concav, bordura îngustă, convexă, baza rotundă, concavă ; discul este decorat cu trei nervuri cooncentrice în relief, ciocul delimitat de bazin de o bară reliefată, ciocul conturat de două incizii evazate ; lut fin, rar particule de calcar și mica, culoare ocru, angobă mai deschisă, mată. | Muzeul Județean de Istorie și Arheologie Prahova, Ploiești | Cimec    |
|      | Opaiț                          | Datare: 101/102 - 117/118 p.Chr. Descoperit: jud. PRAHOVA, Drajna de Sus Material: realizat din lut, modelat în tipar                                            | Bazinul rotund, discul larg, concav, bordura ușor înclinată, toarta inelară, ciocul scurt, profilat, baza rotundă, ușor concavă ; discul este decorat cu o rozetă cu 22 de petale, pe bordură, deasupra ciocului, un vrej de viță de vie ; lut fin, cu granule de calcar și pietricele în compoziție, culoare cărămizie orange, angobă proprie. | Muzeul Județean de Istorie și Arheologie Prahova, Ploiești | Cimec    |
|      | Opaiț                          | Datare: 101/102 - 117/118 p.Chr. Școală: moesic (Durostorum ?) Descoperit: jud. PRAHOVA, Drajna de Sus Material: realizat din lut, modelat în tipar              | Bazinul rotund, discul rotundși plat, cu canal pe cioc, bordura decorată cu tri butoni bifizi, baza rotundă, ușor adâncită, cu ștampila ARMENI în relief, scris cursiv, cu ligaturi ; lut fin, moale, rar particule de calcar, culoare cărămizie gălbuie, angobă roșiatică ; lipsește ciocul și discul. | Muzeul Județean de Istorie și Arheologie Prahova, Ploiești | Cimec    |
|      | Opaiț                          | Datare: 101/102 - 117/118 p.Chr. Școală: occidental ? Descoperit: jud. PRAHOVA, Drajna de Sus Material: realizat din bronz, modelat prin tehnica turnării în gol | Bazinul are o formă hexagonală din care pornesc cinci ciocuri cu capete cordiforme, baza plată, hexagonală ; pereții subțiri, patină neagră, lipsește capacul și toarta. | Muzeul Județean de Istorie și Arheologie Prahova, Ploiești | Cimec    |
|      | Opaiț                          | Datare: sec.VI p.Chr. Școală: Siria/Palestina ? Descoperit: jud. PRAHOVA, Ploiești Material: realizat din lut, modelat în tipar                                  | Corp ovoidal, orificiul de alimentare larg, baza plată, inelară ; bordura este decorată cu nervuri oblice, un buton dorsal sugerează toarta, cruce grecească pe cioc, nervură ovală în jurul orificiului de ardere. | Muzeul Județean de Istorie și Arheologie Prahova, Ploiești | Cimec    |
|      | Opaiț                          | Datare: sfârșitul sec.I-începutul sec.II p.Chr. Școală: egeean (Cnidos ?) Material: realizat din lut, modelat în tipar                                           | Bazinul rotund, discul mare, ciocul în formă de U, baza rotundă și plată, ușor profilată ; discul este decorat cu o rozetăcu cinci petale duble, o bară incizată separă discul de cioc, iar pe bază se mai citește greu ștampila ROMANESIS ; pastă fină, dură, culoare brun roșcată, angobă brun închisă. | Muzeul Județean de Istorie și Arheologie Prahova, Ploiești | Cimec    |
|      | Opaiț                          | Datare: sec.VI-VII p.Chr. Școală: Palestina (Ierusalim ?) Material: realizat din lut, modelat în tipat                                                           | Bazin piriform cu ciocul încorporat, orificiul de alimentare rotund și larg, orificiul pentru fitil mic, tăiat ușor oblic, baza rotundă, puțin concavă, inelară ; orificiul de alimentare este înconjurat de o nervură subțire care se prelungește spre orificiul pentru fitil formând un canal cu laturile paralele, ciocul este decora cu o cruce grecească în relief, pe bordură este dispusă în relief , în limba greacă, cu majuscule, inscripția Lumina lui Christos luminează tuturor. Bună seara. ; lut fin, bine ales, dens, bej roșcat deschis, angobă roșcat deschisă. | Muzeul Județean de Istorie și Arheologie Prahova, Ploiești | Cimec    |
|      | Opaiț                          | Datare: sec.V-VI p.Chr. Școală: Palestina Material: realizat din lut, modelat în tipar                                                                           | Bazinul piriform cu ciocul inclus, orificiul de alimentare larg, bordura lată, convexă, orificiul de ardere mic, tăiat oblic, baza rotundă,plată, inelară ; bordura este decorată cu nervuri oblice, dispuse radial, pe cioc ornament în formă de ramură de palmier ; lut dens, dur, cu particule de calcar, nisip și mica, culoare alb gălbuie, angobă roșcat deschisă. | Muzeul Județean de Istorie și Arheologie Prahova, Ploiești | Cimec    |
|      | Opaiț                          | Datare: sec.VI-VII p.Chr. Școală: est-mediteranean Material: realizat din bronz, modelat prin tehnica turnării în gol                                            | Corp piriform, ciocul prelung, cilindric, orificiu dr alimentare foate larg, toarta inelară cu oglindă în formă de cruce bizantină, baza plată, ușor ovală ; oglinda este decorată cu cerculațe incizate cu punct la mijloc ; bronz de bună calitate, masiv, atent finisat, patină neagră verzuie. | Muzeul Județean de Istorie și Arheologie Prahova, Ploiești | Cimec    |
|      | Opaiț                          | Datare: sec.VII - V a.Chr. Școală: Atena (?) Material: realizat din lut, modelare cu roata                                                                       | Bazinul rotund cu pereții evazați, ciocul obținut prin ștrangularea laterală a buzei, baza rotundă, ușor concavă, inelară la interior ; lut fin, aspru la suprafață, cu mica în compoziție, culoare gălbuie, firnis negru, opac, aplicat numai la interior. | Muzeul Județean de Istorie și Arheologie Prahova, Ploiești | Cimec    |
|      | Opaiț                          | Datare: sec,IV-VI p.Chr. Școală: Italia Material: realizat din bronz, modelat prin turnare în gol                                                                | Bazinul mic, rotund și plat, bordura lată, convexă, două ciocuri în forma literei U, toarta în formă de crismon, cu lănțișor pentru suspendare, baza înaltă, bitronconică, concavă ; bordura neste decorată cu trei șiruri de granule în relief iar sub ciocuri cu semivolute și incizii longitudinale ; bronz de bună calitate, patină nobilă, culoare neagră verzuie. | Muzeul Județean de Istorie și Arheologie Prahova, Ploiești | Cimec    |
|      | Tipar                          | Datare: sec,IIĂI a.Chr. Școală: Egipt Material: realizat din lut, modelat prin turnare                                                                           | Tipar de formă trilobată cu două brațe egale (4,80 cm) și unul mai scurt (4,50 cm) pentru modelarea unui opaiț cu trei ciocuri-orificiul de alimentare rotund, larg, central, bazin triunghiular, bordura îngustă, ; orificiul de alimentare este decorat cu rozetă, nervuri în relief pe ciocuri ; atent finisat, din lut dur, cu particule de calcar și mica, culoare cărămizie roșcată, angobă proprie. | Muzeul Județean de Istorie și Arheologie Prahova, Ploiești | Cimec    |
|      | Tipar                          | Datare: sec.II-I a.Chr. Școală: Egipt Material: realizat din lut, modelat prin turnare                                                                           | Tipar de opaiț de formă trilobată, cu brațele de dimensiuni apropiate ,modelul de la interioe are baza rotundă, inelară ; lut dur, cu particule de calcar și mica, culoare cărămizie roșcată, angobă proprie. | Muzeul Județean de Istorie și Arheologie Prahova, Ploiești | Cimec    |
|      | Opaiț                          | Datare: sec.IVĂVI p.Chr. Școală: Italia Material: realizat din bronz, modelat în tehnica turnare în gol                                                          | Bazinul mic și rotund, bordura lată, convexă, ciocul în forma literei U, toarta în formă de crismon cu lănțișor de suspendare, baza înaltă, bitronconică, concavă ; bordura este decorată cu trei râduri de granule patrulatere, dese, în relief, sub cio două semivolute și incizii dispuse pe axul lung ; bronz de bună calitate, culoare gălbuie. | Muzeul Județean de Istorie și Arheologie Prahova, Ploiești | Cimec    |
|      | Opaiț                          | Datare: a doua jumătate a sec.II p.Chr. Școală: Italia de Nord Material: realizat din lut, modelat în tipar                                                      | Rezervorul rotund cu ciocul lung în prelungire, discul rotund, plat, cu canal pe cioc ; bordura este decorată cu trei butoni bifizi, dispuși simetric, canalul perforat pentru ventilație, baza este marcată de trei cercuri în relief având la mijloc ștampila LVCIVS, în relif, cu litere îngrijit redate, înalte de 0,9 cm. ; pastă fină, bine aleasă, culoare cărămizie roșcată, angobă la culoare. | Muzeul Județean de Istorie și Arheologie Prahova, Ploiești | Cimec    |
|      | Opaiț                          | Datare: sec. III-IV p.Chr. Școală: Italia Material: realizat din lut, modelare în tipar                                                                          | Bazin ușor ovoidal, discul mic, rotund, marcat de o nervură puternică, bordura lată, convexă, toarta lameleră, baza rotundă, inelară ; bordura este decorată cu patru șiruri de granule, toarta ese incizată frin median, pe bază este imprimată marca atelierului S A, cu majuscule, minuțios redate ; lut fin, compact, cu pereții groși, rar pietricele și mica în compoziție, culoare cafenie deschisă, vopsea roșie pompeian. | Muzeul Județean de Istorie și Arheologie Prahova, Ploiești | Cimec    |
|      | Opaiț                          | Datare: 101/102 - 117/118 p.Chr. Școală: Italia de nord Descoperit: jud. PRAHOVA, Drajna de Sus Material: realizat din lut, modelat în tipar                     | Rezervorul rotund cu ciocul în prelungire, discul rotund cu canal pe cioc, bordura este decorată cun doi butoni piramidali, baza rotundă cu inscripția OCTAVI imprimată cu majuscule, înalte de 0,7 cm. ;pastă fină, bine aleasă, rar particule de calcar, culoare cărămizie roșcată, angobă proprie, compactă, lucioasă. | Muzeul Județean de Istorie și Arheologie Prahova, Ploiești | Cimec    |
|      | Opaiț                          | Datare: 101/102 - 117/118 p.Chr Școală: Italia Descoperit: jud. PRAHOVA, Drajna de Sus Material: realizat din lut, modelat în tipar                              | Opaiț miniatural, bazinul cu aspect triunghiular, ciocul lung, în prelungire, reprezentând un cap de taur ; pe discul plat sunt redare în relief coarnela, urechile, ochii, nările și botul, nervuri duble înconjoară coarnele și decorează fruntea și botul, extremitatea botului este discoidală, cu orificiul de ardere mic, baza plată, marcată de o nervură triunghiulară ; lut foarte fin, culoare alb gălbuie, angobă brun închisă. | Muzeul Județean de Istorie și Arheologie Prahova, Ploiești | Cimec    |
|      | Gemă                           | Școală: Provincial balcano-anatolian Material: cornalină de culoarea ambrei; tăiere; gravare; șlefuire                                                           | Gemă ovală, cu marginea teșită, reprezentând bustul spre dreapta al unui bărbat, cu părul lins, strâns cu o langlică (taenia), cu barbă rotunjită și mustață, tăiate îngrijit, drapat, reprezentând un poet sau un filozof (Homer ?). Reversul lis. Piesa este fragmentară, lipsă circa 5%, datorită unei rupturi recente, craclură verticală, pe partea dreaptă. | Muzeul Județean de Istorie și Arheologie Prahova, Ploiești | Cimec    |
|      | Gemă                           | Școală: Provincial balcano-anatolian Descoperit: jud. Prahova, com. ȘIRNA, ȘIRNA Material: cornalină de culoarea ambrei; tăiere; gravare; șlefuire               | Gemă ovală, cu marginea teșită, reprezentând o scenă alegorică, constând dintr-o caprină, situată la stânga, ridicată pe picioarele posterioare, ciugulind din frunzele unui copăcel, plasat în centru, în dreapta copăcelului o acvilă, cu aripile strânse, cu capul întors spre dreapta. Reversul lis. Piesa este parțial acoperită cu depuneri de sol. | Muzeul Județean de Istorie și Arheologie Prahova, Ploiești | Cimec    |
|      | Gemă                           | Școală: Provincial balcano-anatolian Material: cornalină de culoarea ambrei; tăiere; gravare; șlefuire                                                           | Gemă ovală, cu marginea teșită, decorată cu reprezentarea busturilor acolate spre dreapta ale lui Claudius I și Agrippina, purtând cununi de laur. Reversul lis. Piesa este fragmentară, lipsă circa 2%, datorită unor rupturi recente, pe partea dreaptă și stângă. Urme de depuneri de sol. | Muzeul Județean de Istorie și Arheologie Prahova, Ploiești | Cimec    |
|      | Gemă                           | Școală: Provincial balcano-anatolian Material: jasp de culoare oliv, cu pete roșii-carmin; tăiere; gravare; șlefuire                                             | Gemă octogonală, cu marginea teșită, decorată cu reprezentarea Victoriei, în dreapta, purtând chiton, spre stânga, înmânând o cunună (?), unui personificări feminine în picioare, în stânga, privind spre dreapta, purtând chiton, în câmpul stâng litera S, inversată, în câmpul drept litera K, inversată. Reversul lis. Piesa a fost regravată în epoca modernă (secolul al XIX-lea) și a fost tăiată octogonal, ca să fie montată într-un inel de tip „chevaliere”. | Muzeul Județean de Istorie și Arheologie Prahova, Ploiești | Cimec    |
|      | Gemă                           | Școală: Provincial balcano-anatolian Material: cornalină cu două straturi, de culoare brun-roșcată și alb-cenușiu; tăiere; gravare; șlefuire                     | Gemă ovală, cu marginea teșită, decorată cu reprezentarea lui Mercurius, spre stânga, purtând spotula, sub mâna dreaptă cap de cocoș. Reversul lis. Piesa este ușor ciobită pe margine. | Muzeul Județean de Istorie și Arheologie Prahova, Ploiești | Cimec    |
|      | Gemă                           | Școală: Provincial balcano-anatolian Material: cornalină de culoarea ambrei; tăiere; gravare; șlefuire                                                           | Gemă ovală, cu marginea teșită, decorată cu reprezentarea Victoriei aptere, spre stânga, purtând chiton, ținând în mâna stângă o cunună, cu cotul drept sprijinit pe o columnă. Reversul lis. Piesa a fost montată în epoca modernă (secolul al XIX-lea sau prima jumătate a secolului XX) într-un cadru oval din argint, decorat cu briliante sau cristale de zirconiu, fațetate. Multiple cracluri. | Muzeul Județean de Istorie și Arheologie Prahova, Ploiești | Cimec    |
|      | Gemă                           | Școală: Provincial balcanic Material: cristal de stâncă translucid; tăiere; gravare; șlefuire                                                                    | Gemă ovală, cu marginea teșită, decorată cu reprezentarea lui Jupiter thronans, spre dreapta, purtând chiton, ținând un glob în mâna dreaptă și sceptru în mâna stângă, având la picioare o acvilă. Reversul lis. | Muzeul Județean de Istorie și Arheologie Prahova, Ploiești | Cimec    |
|      | Gemă                           | Școală: Provincial balcanic Material: jasp brun cu pete albe și negre; tăiere; gravare; șlefuire                                                                 | Gemă ovală, cu marginea teșită, decorată cu reprezentarea Ganymedes, spre stânga, nud, cu părul strâns cu o taenia, ținând o cupă în mâna dreaptă și sceptru, în mâna stângă, având la picioare, în dreapta, o acvilă, iar în stânga o cornucopiae. Reversul lis. | Muzeul Județean de Istorie și Arheologie Prahova, Ploiești | Cimec    |
|      | Gemă                           | Școală: Provincial balcanic Material: jasp negru cu pete brun-roșcate; tăiere; gravare; șlefuire                                                                 | Gemă ovală, cu marginea teșită, decorată cu reprezentarea Artemidei din Ephesos, din față, ținând câte o ghirlandă de flori, având la picioare, în stânga și în dreapta, câte o căprioară. Reversul lis. Ușor ciobită. | Muzeul Județean de Istorie și Arheologie Prahova, Ploiești | Cimec    |
|      | Gemă                           | Școală: Provincial balcanic Material: jasp cafeniu; tăiere; gravare; șlefuire                                                                                    | Gemă ovală, cu marginea teșită, decorată cu reprezentarea Fortunei (Tyche), spre stânga, ținând în mâna dreaptă timona, iar în stânga cornucopiae, în câmpul stâng, sus, liră (?). Reversul lis. Ușor ciobită. | Muzeul Județean de Istorie și Arheologie Prahova, Ploiești | Cimec    |
|      | Gemă                           | Școală: Provincial balcanic Material: cornalină cu trei straturi cafeniu, brun-gălbui și opalescent; tăiere; gravare; șlefuire                                   | Gemă ovală, cu marginea teșită, decorată cu reprezentarea lui Zeus pe un tron cu spătar, spre dreapta, purtând chiton, ținând un fulger în mâna dreaptă și sceptru în mâna stângă, având la picioare o acvilă. Reversul lis. | Muzeul Județean de Istorie și Arheologie Prahova, Ploiești | Cimec    |
|      | Gemă                           | Școală: Provincial balcano-anatolian Material: pastă de sticlă de culoare neagră; turnare; gravare; șlefuire                                                     | Gemă ovală, cu marginea teșită, decorată cu reprezentarea unui negustor de pește, spre dreapta, purtând chiton și pileus, ținând pe umăr o cobiliță de care este atârnat un pește și o balanță. Reversul lis. | Muzeul Județean de Istorie și Arheologie Prahova, Ploiești | Cimec    |
|      | Gemă                           | Școală: Provincial balcano-anatolian Material: pastă de sticlă de culoare brun-aurie; turnare; gravare; șlefuire                                                 | Gemă ovală, cu marginea teșită, decorată cu reprezentarea a doi cai luptându-se. Reversul lis. Marginile ciobite. | Muzeul Județean de Istorie și Arheologie Prahova, Ploiești | Cimec    |
|      | Gemă                           | Școală: Provincial balcano-anatolian Material: cornalină de culoare brun-aurie; tăiere; gravare; șlefuire                                                        | Gemă ovală, cu marginea teșită, decorată cu reprezentarea unui cap de tânăr, spre stânga. Reversul lis. | Muzeul Județean de Istorie și Arheologie Prahova, Ploiești | Cimec    |
|      | Gemă                           | Școală: Provincial balcano-anatolian Material: jasp de culoare verzuie; tăiere; gravare; șlefuire                                                                | Gemă ovală, cu marginea teșită, decorată cu reprezentarea lui Mithras, spre stânga, sacrificând taurul. Reversul lis. Marginile ciobite „ab antiquo”. | Muzeul Județean de Istorie și Arheologie Prahova, Ploiești | Cimec    |
|      | Scarabeu                       | Material: sodalit; tăiere; gravare; șlefuire; perforare | Imitație modernă a unui scarabeu egiptean, de formă ovală, cu marginea teșită, perforat vertical. Spart recent, restaurat sumar, cu ușoare lipsuri de material. | Muzeul Județean de Istorie și Arheologie Prahova, Ploiești | Cimec    |
|      | Opaiț                          | Datare: a doua jumătate a sec.II -începutul sec.III p.C Școală: Tomis ? Material: realizat din lut,modelat în tipar                                              | Rezervorul rotund, discul ușor concav, toarta inelară, baza rotundă ; pe disc se păstrează capul, ghearele și coada unui cocoș, ciocul cordiform ; tipar de bună calitate, lut fin, dens, cu pietricele și particule de calcar în compoziție, culoare brun roșcată, angobă brun închisă, uzat, discul spart. | Muzeul Județean de Istorie și Arheologie Prahova, Ploiești | Cimec    |
|      | Opaiț                          | Datare: sec.IV - VI p.Chr. Școală: Scythia Minor (Tomis, Histria ?) Material: realizat din lut, modelare în tipar                                                | Corpul piriform, discul rotund, concav, toarta inelară, bifidă, ciocul în prelungire, baza rotundă ; nervura care înconjoară discul este decorată cu puncte incizate , patru linii incizate între toartă și disc ; tipar uzat, lut semifin, cu granule de calcar, rar pietricele și mica, culoare cărămizie roșcată, urme de vopsea roșie pe bordură și disc. | Muzeul Județean de Istorie și Arheologie Prahova, Ploiești | Cimec    |
|      | Opaiț                          | Datare: sec.II-III p.Chr. Școală: moesic Material: realizat din lut, modelat în tipar                                                                            | Bazin ușor ovoidal, discul rotund, bordura îngustă, toarta inelară, baza rotundă, ușor concavă ; lut fin, dens, brunroșcat, angobă brun închisă ; lipsește toarta. | Muzeul Județean de Istorie și Arheologie Prahova, Ploiești | Cimec    |
|      | Opaiț                          | Datare: sec.III-IV p.Chr. Școală: Atena ? Material: realizat din lut, modelat în tipar                                                                           | Corpul rotund, discul larg, concav, bordura lată, ciocul scurt, rotunjit, cu orificiul pentru fitil intrat parțial în bordură, toarta lamelară, perforată, baza rotundăși plată ; discul este decorat cu o rozetă, toarta canelată vertical, bordura cu două panouri hașurate dispuse lateral simetric, ăar orificiul de ardere este flancat de două linii incizate care dau un aspect trapezoidal ciocului ; lut fin ,moale, rar particule de calcar și mica, culoare roz cărămizie, angobă proprie.                                                                             | Muzeul Județean de Istorie și Arheologie Prahova, Ploiești | Cimec    |
|      | Opaiț                          | Datare: 101/102 - 117/118 p.Chr Descoperit: jud. PRAHOVA, Drajna de Sus Material: realizat din lut, modelat în tipar                                             | Rezervorul rotund cu cioc în prelungire,ddiscul rotunde și plat cu canal pe cioc, bordura decorată cu trei butoni prismatici și incizii radiale, baza rotundă, ușor concavă, în care este înscrisă ștampila FORTIS, înălțimea literelor-0,50-0,60 cm ; pastă fină, rar particule de calcar, culoare maro roșcată, angobă brună, lucioasă ; spart, restaurat. | Muzeul Județean de Istorie și Arheologie Prahova, Ploiești | Cimec    |
|      | Opaiț                          | Datare: sec.VI-VII p.Chr. Școală: Tomis ? Material: realizat din lut, modelat în tipar                                                                           | Corpul alungit și plat, discul oval, bordura lată, toarta lamelară, baza ovală, inelară , concavă ;discul este decorat cu un motiv în formă de acoladă, cu volute la capete, cruce în relief pe canal, linii radiale pe bordură ; lut semifin, casant, ccu pietricele, granule de calcar și mica în compoziție, culoar cărămizie roșcată, angobă alburie ; lipsește extremitătea ciocului. | Muzeul Județean de Istorie și Arheologie Prahova, Ploiești | Cimec    |
|      | Opaiț                          | Datare: sec.VI-VII p.Chr. Școală: vest-pontic Material: realizat din lut, modelat în tipar                                                                       | Corpul piriform și plat, discul oval cu canal pe cioc, bordura lată , un buton dorsal sugerează toarta, baza plată, inelară ; discul este decorat cu paru linii dispuse cruciform în jurul orificiului de alimentare, bordura cu linii radiale, iar între toartă și bază este dispus motivul arborelui viețiiputerni stilizat, cu trei perechi de ramuri ; lut grosier, cu suprafața aspră, cu pietricele, granule de calcar și mica în compoziție, culoare ocru deschis, angobă proprie.                                                                                         | Muzeul Județean de Istorie și Arheologie Prahova, Ploiești | Cimec    |
|      | Opaiț                          | Datare: sec.V-VII p. Chr Școală: microasiatic (Efes, Milet ?_ Material: realizat din lut, modelat în tipar                                                       | Bazinul rotund și plat, discul mic, concav, cu canal pe cioc, toarta lamelară, verticală, ciocul puternic, lățit la capăt, baza rotundă, ușor concavă ; bordura este decorată cu motivul vrejului de viță de vir și ciorchini, între bază și toartă figurează motivul ancoră sau coadă de pește, iar ciocul este delimitatde linii incizate ; lut moale, rar pitricele și mica în compoziție, culoare cărămizie deschisă, urme de vopsea roșie. | Muzeul Județean de Istorie și Arheologie Prahova, Ploiești | Cimec    |
|      | Opaiț                          | Datare: sec.X-XIV Școală: arab Material: realizat din lut, modelat cu roata                                                                                      | Baxinul globular în formă de sferă turtită, ciocul lung, gât cilindric, înalt, piciorul înalt, baza discoidală, toarta masivă răsucită în formă de melc, ciocul este decorat cu două protuberanțe dispuse simetric, o pastilă decorează bazinul deasupra ciocului, gâtul și piciorul sunt decorate cu nervuri în relief ; pastă densă, grea, culoare cărămizie roșcată, glazură verde păstrată parțial. | Muzeul Județean de Istorie și Arheologie Prahova, Ploiești | Cimec    |
|      | Opaiț                          | Datare: sec.II-III p.Chr. Școală: moesic Material: realizat din lut, modelat în tipar                                                                            | Bazinul rotund cu ciocul în prelungire, discul decupat pe 2/3 din suprafață, canal pe cioc, discul rotund și plat ; bordura este decorată cu trei butoni, dispuși simetric, pe bază ștampila (I)ANUARI, redat cu litere cursive, neglijent conturate, cu ligatui ANV și RI,înălțimea litterelor-1,00 cm ; pastă fină, moale, culoare cărămizie deschisă, angobă roșcată ; lipsește extremitatea ciocului. | Muzeul Județean de Istorie și Arheologie Prahova, Ploiești | Cimec    |
|      | Opaiț                          | Datare: sec.II-III p.Chr. Școală: Dacia Material: realizat din lut, modelat în tipar și cu roata                                                                 | Bazinul mare, rotund, semisferic, discul rotund și plat, bordura îngustă, cinci ciocuri scurte, cu orificii de ardere largi, intrate parțial în corp, baza rotundă și plată ; lut dens, greu, rar particule de calcar și mica, culoare cărămizie roșcată ,angobă proprie ; lipsește toarta. | Muzeul Județean de Istorie și Arheologie Prahova, Ploiești | Cimec    |
|      | Opaiț Autor: sec.II-III p.Chr. | Școală: Panonia ? Dacia ? Material: realizat din lut, modelat în tipar                                                                                           | Corpul cu aspect triunghiular, masiv, discul mic, rotund, concav, bordura largă, convexă, trei ciocuri scurte, rotunjite baza rotundă și plată, toarta conică, bombată spre interior ; toarta estte decorată cu incizii mici, circullare ,sugerțnd conul de pin, pe bordură trei granule dispuse asimetric spre cioc, sub apucătoare o creastă axială doorsală ; lut semifin, cu particule de calcar și mica, culoare galben brun, angobă proprie, mai închisă. | Muzeul Județean de Istorie și Arheologie Prahova, Ploiești | Cimec    |
|      | Opaiț                          | Datare: sec.II-III p.Chr. Școală: Dacia ? Material: realizat din lut, modelat cu roata                                                                           | Bazinul rotund, discul profilat, concav, bordura largă, toarta în bandă, două ciocuri dispuse simetric, cu orificiile pentru fitil ușor ovale și evazate spre exterior, intrate parțial în bordură, baza rotundă și plată ; pastă semifină, cu pietricele și mica, culoare roșie cărămizie, angobă proprie ; lipsește toarta, spărturi minore pe disc. | Muzeul Județean de Istorie și Arheologie Prahova, Ploiești | Cimec    |
|      | Opaiț                          | Datare: a doua jumătate a sec.II p.Chr. Școală: Durostorum ? Material: realizat din lut, modelat în tipar                                                        | Bazinul rotund, discul rotund cu canal pe cioc, baza rotundă, ușor adâncită ; bordura este decorată cu trei protuberanțe , orificiu de ventilație pe canal, pe bază, în relief ștampila CASSI, înălțimea literelor- 0,80-0.90 cm. ; pastă fină, rar particule de calcr și mica, culoare ocru deschis, vopsea roșie, slab aderentă ; lipsește discul și extremitatea ciocului. | Muzeul Județean de Istorie și Arheologie Prahova, Ploiești | Cimec    |
|      | Opaiț                          | Datare: sec.V-VII p.Chr Școală: vest pontic Material: realizat din lut, modelat în tipar                                                                         | Corp piriform, discul rotund, larg, concav, mărginit de un umăr puternic, bordura lată, toarta în formă de rulou, ciocul gros, baza rotundă, puțin concavă ; lut grosier, cu pietricela granule de calcar și mica, culoare cărămizie roșcată, angobă proprie. | Muzeul Județean de Istorie și Arheologie Prahova, Ploiești | Cimec    |
|      | Opaiț                          | Datare: sec.VI p.Chr. Școală: vest-pontică (Tomis ?) Material: realizat din lut, modelat în tipar                                                                | Bazinul ovoidal, ciocul în prelungire, discul oval pe axul lung, cu canal pe cioc, bordura lată, toarta lamelară, ; discul a fost decoratcu șapte cerculețe în relief, cu punct înscris, cruce în felief pe canal, pe bordură sunt dispuse câte două cerculețe cu cruce înscrisă și motivul ramură de brad, de la bază spre apucătoare și cioc câte două nervuri duble în relief ; lut fin, dur, greu, rar pietricele și particule de calcar, culoare brun deschis, angobă brun cenușie ; lipsește partea superioară a torții.                                                    | Muzeul Județean de Istorie și Arheologie Prahova, Ploiești | Cimec    |
|      | Opaiț                          | Datare: sec.III p.Chr. Școală: vestăpontic Material: realizat din lut, modelat în tipar                                                                          | Corpul rotund, discul rotund și plat, cu canal pe cioc ; bordura este decorată cu două protuberanțe laterale, pe baza rotundă, ușor adâncită se mai păstreză un fragment ilizibil din ștampilă ; între butoni și canal urma lăsată de un șnur (?) ; lut poros, moale, cu nisip în compoziție, culoare roșie cărămizie, angobă la culoare. | Muzeul Județean de Istorie și Arheologie Prahova, Ploiești | Cimec    |
|      | Opaiț                          | Datare: sec.II-începutul sec.III p.Che. Școală: Durostorum ? Material: realizat din lut, modelat în tipar                                                        | Bazin ovoidal, discul rotund, concav, bordura lată ușor concavă, toarta lamelară, ciocul scurt rotund, baza rotundă și plată ; discul este decorat cu o rozetă cu 10 petale, ciocul cordiform ; lut fin, rar mica, culoare roșie cărămizie, angoba roșiatecă. | Muzeul Județean de Istorie și Arheologie Prahova, Ploiești | Cimec    |
|      | Opaiț                          | Datare: sec.II-IV p.Chr. Școală: Moesia Inferior Material: realizat din lut, modelat în tipar                                                                    | Bazinul ușor ovoidal, discul mare, rotund, concav, toarta lamelară, perforată, cioc puternic în prelungire, baza rotundă, decorată cu tri profile concentrice în felief ; lut dens, greu, cu multă mica argintie, culoare cărămizieroșcată, angobă proprie. | Muzeul Județean de Istorie și Arheologie Prahova, Ploiești | Cimec    |
|      | Opaiț                          | Datare: secI-II p.Chr. Școală: moesic Material: realizat din lut, modelat în tipar                                                                               | Rezervorul rotund și plat, discul mare, puternic concav, bordura îngustă, cioc scurt, rotund, fațetat lateral în forma literei U, baza rotundă, concavă ; lut fin, poros, rar particule de calcar, culoare gri, angobă la culoare ; discul spart. | Muzeul Județean de Istorie și Arheologie Prahova, Ploiești | Cimec    |
|      | Opaiț                          | Datare: sec.VI p.Chr. Școală: Siria/Palestina ? Material: realizat din lut, modelat în tipar                                                                     | Corpul piriform cu ciocul inclus, orificiul de umplere rotund și larg, bordura convexă, orificiul pentru fitil mic, tăiat oblic, baza ușor concavă, inelară ; pe cioc este figurată o cruce grecească, ăncadrtă de câte două nervuri paralele, bordura decoratăcu ndouă șiruri de granule ; lut grosier, greu, cu particule de calcar, culoare alb gălbuie, angobă brună ; spărturi în jurul orificiului pentru fitil. | Muzeul Județean de Istorie și Arheologie Prahova, Ploiești | Cimec    |
|      | Opaiț                          | Datare: sec,VI p.Chr. Școală: Siria/Palestina ? Material: realizat din lut, modelat în tipar                                                                     | Corpul piriform cu ciocul inclus, orificiul de alimentare larg, bordura îngustă, orificiul pentru fitil mic, rotund, tăiat oblic, cu aspect discoidal, baza ovală, plată ; bordura are marginea dublată de o nervură finădesfăcută spre cioc, decorată cu nouă cerculețe în relief, pe cioc o cruce realizată din patru triunghiuri, încadrată de două cercuri ovale în relief ; lut greu, dens, aspru la suprafață, cu particule de calcar și nisip, culoare alb caolinoasă, angobă brun deschisă ;spărturi minore ăn jurul orificiului pentru fitil.                            | Muzeul Județean de Istorie și Arheologie Prahova, Ploiești | Cimec    |
|      | Opaiț                          | Datare: sec.XIX-XX Școală: Egipt (?) Material: realizat din lut, modelat ]n tipr                                                                                 | Bazinul oval cu ciocul în prelungire, bordura ușor convexă, toarta inelară, baza plată ; orificiul de alimentare este decorat cu un motiv radial, pe bordură sunt dispuse perle în relief, iar pe cioc este dispus un cap uman, puternic stilizat ;lut greu, dens cu pereții groși, culoare maro închis, angobă proprie ; partea inferioară este grosolan modelată, rezervorul nefuncționabil | Muzeul Județean de Istorie și Arheologie Prahova, Ploiești | Cimec    |
|      | Opaiț                          | Datare: sec.XX Școală: Europa (?) Material: realizat din bronz, modelat prin turnare în gol                                                                      | Bazinul rotund, masiv, discul mare concav, ciocul suplu, cu canal, toarta inelară, baza plată, inelară ; discul este decorat cu o scenă de luptă în arenă între doi gladiatori, volute pe cioc ; bronz de bună calitate, patină neagră- verzuie. | Muzeul Județean de Istorie și Arheologie Prahova, Ploiești | Cimec    |
|      | Opaiț                          | Datare: sec.III - IV p.Chr. Școală: moesic Material: realizat din lut, modelare în tipar                                                                         | Bazinul rotund cu ciocul în prelungire,disul rotund, perforat central, marcat de o nervură puternică,bordura îngustă, ciocul rotunjit la capăt cu laturile ușor concave,baza plată, ușor ovală ; bordura decorată ccu doi butoni dispuși simetric layeral și incizii radiale în jurul discului. | Muzeul Județean de Istorie și Arheologie Prahova, Ploiești | Cimec    |
|      | Opaiț Autor: sec.IIĂIV p.Chr.  | Școală: moesic Material: realizat din lut, modelat în tipar | Bazin ușor ovoidal, discul rotund, bordura lată, ciocul în prelungire, baza rotundă, puțin concavă ; discul lipsește, a fost probabil decorat-se păstrează un element ilizibil, baza cu cu semn cruciform , în nrelief ;lut grosier cu pietricele și granule de calcar, culoare maro roșcată, angobă proprie, dezechilibrat, finisat grosolan-pastilă de lut lipită de bază. | Muzeul Județean de Istorie și Arheologie Prahova, Ploiești | Cimec    |
|      | Opaiț                          | Datare: sec.II-IV p.CHR. Școală: moesic Material: realizat din lut, modelat ]n tipar                                                                             | Bazin ovoidal, discul u;or concav, toarta inelară, ciocul în prelungire, baza rotundă ; pe disc se distige greu un cantharos, toarta decorată cu incizii mediane ; lut grosier, cu pitriceleți granule de calcar, culoarecărămizie rășcată, angobă proprie. | Muzeul Județean de Istorie și Arheologie Prahova, Ploiești | Cimec    |
|      | Opaiț                          | Datare: sec.II-I a.Chr Școală: Egipt (?) Material: realizat din lut, modelat în tipar                                                                            | Bazinul piriform cu ciocul în prelungire, brâu inelar în jurul orificiului de alimentare, baza ovală, ușor ovală, bordura decorată cu incizii radiale, iar ciocul cu un cap feminin cu plete ; lut fin, moale, culoare gri-cenușie, angobă la culoare. | Muzeul Județean de Istorie și Arheologie Prahova, Ploiești | Cimec    |
|      | Opaiț                          | Datare: Sfârșitul sec.IV-începutul sec.III a.Chr. Școală: Grecia continentală Material: reealizat din lut, modelare cu roata                                     | Lut foarte fin,rar particule de calcar, culoareroz-cărămiziu, firnis negru cu luciu metalic ; bazinul rotund și plat,cioc tubular, orificiul de alimentare larg, marcat de o canelură în relief, apendice lateral, baza tronconică, concavă ;lut fin, particule de calcar și mica în compoziție, culoare roz, firnis castaniu, exfoliat. | Muzeul Județean de Istorie și Arheologie Prahova, Ploiești | Cimec    |
|      | Opaiț                          | Datare: sec.II-IV p.CHR. Școală: moesic Material: realizat din lut, modelat în tipar                                                                             | Bazin ușor ovoidal, discil oval, concav, bordura convexă, toarta lamelară, cioc puternic în prelungire, baza plată, rotundă ; pastă fină, rar mica argintie, culoare cărămizie roșcată, angobă proprie. | Muzeul Județean de Istorie și Arheologie Prahova, Ploiești | Cimec    |
|      | Opaiț                          | Datare: sec.II p.Chr. Școală: Pannonia (?) Material: realizat din lut, modelat în tipar                                                                          | Rezervorul rotund cu ciocul în prelungire, discul rotund, canal pe cioc bordura îngustă baza rotundă, plată ; bordura este decorată cu doi butoni dispuși simetric, pe baza conturată de două cercuri în relief este înscrisă ștampila NERI, , înălțimea literelor-0,5 cm. ; lut fin, bej deschis, angoba roșu pompeian. | Muzeul Județean de Istorie și Arheologie Prahova, Ploiești | Cimec    |